# メドヴーハ

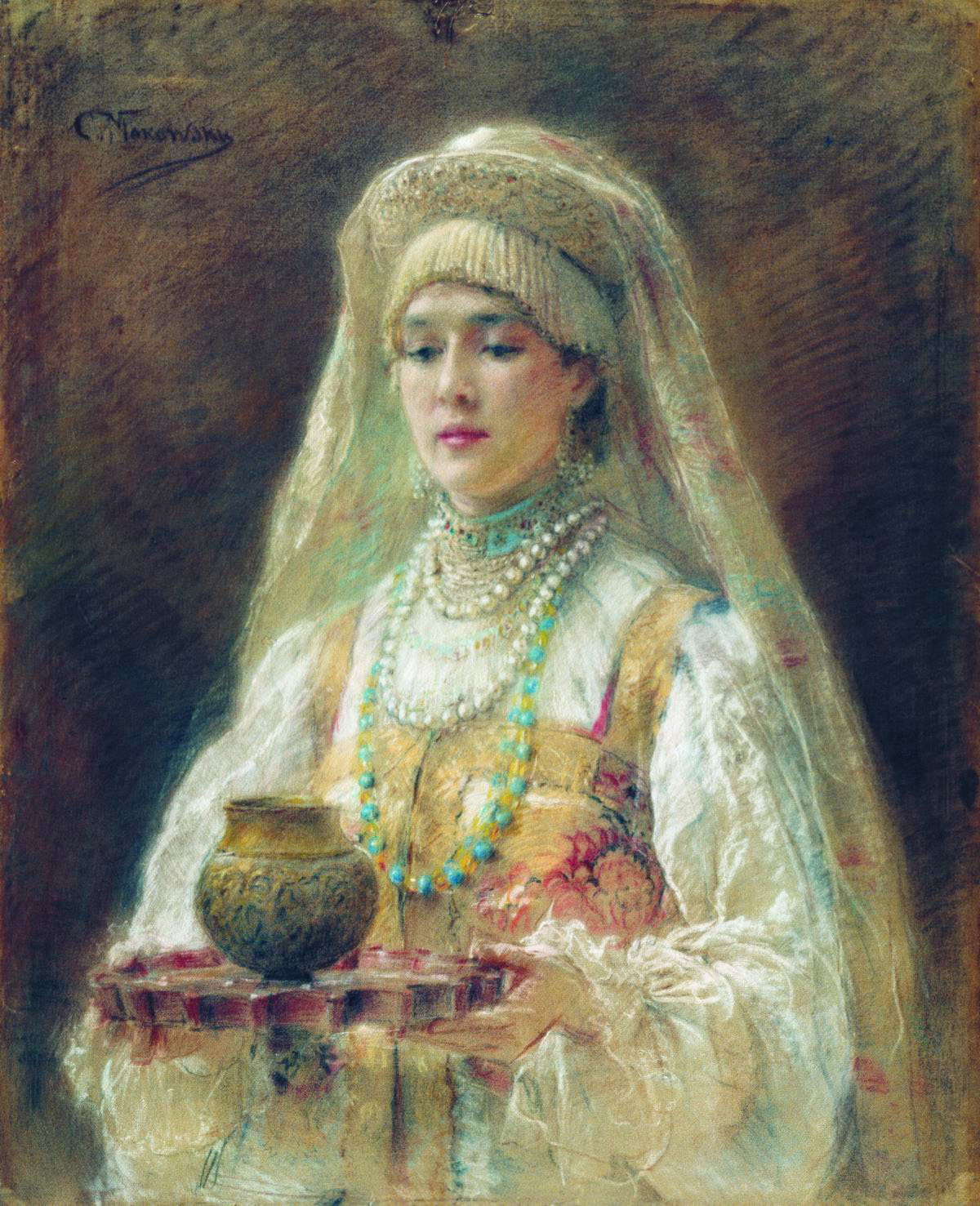
コンスタンティン・マコフスキーによるメドヴーハを描いた絵

メドヴーハ (ロシア語: Медовуха、リトアニア語: Midus)は、スラブの蜂蜜ベースのアルコール飲料。蜂蜜酒によく似ているが、それよりも安く、かつ早く作ることができる。インド・ヨーロッパ祖語の蜂蜜の意味の"meddhe"に由来している。ペイガニズムの時代から東欧では知られ、中世から蜂蜜酒が伝統的だった西欧とは違い、19世紀には人気だった。

## 歴史と製造
野生の蜂の養蜂はスラブの最初の貿易品の一つだった。彼らは蜂蜜が発酵可能であると発見し、大量に輸入されたヨーロッパでは発酵した蜂蜜は贅沢品だった。
発酵は自然にさせると15から50年かかるため、もともとはとても高価で、貴族のみが手に入れることができた。しかしスラブ人は蜂蜜の混合物を熱することでもっと早く発酵できることを知り、メドヴーハはルーシ族の領域では庶民的な飲み物となった。
14世紀に蒸留タンクが発明され、現在のメドヴーハの原型となるものが作られるようになった。17世紀にウォッカの人気が上がると、メドヴーハの人気は影を潜めた。ピョートル1世の時代の間、古代の製法は失われた。一流の製造技術者は積極的にその製法を調べている。
メドヴーハの生産者は自然の原料から一人で作ることで知られている。幾つかのウクライナの養蜂所や、ポルタヴァ、チェルカースィ、クリミア半島、カルパティア山脈の養蜂所の蜂蜜が使われた。蜂蜜は最初ブレンドの準備が行われ（特殊な設備のある製造者にのみ可能な技術の高い工程）、完成品を得るために蜂蜜は蒸留水と混ぜ合わされる。他の製造者は水とアルコールの混合物に濃縮液を加える。
近代の商業的に生産されるメドヴーハは蜂蜜商品店で売られる。ロシアでの蜂蜜製品の普及の復活は健康志向の消費者に集中し、メドヴーハはまだアルコール飲料としての認識はまだ少ない。それでもなお近代ではメドヴーハのボトルはモスクワの中のファストフード店"Russian Bistro"で売られている例もあり、サンクトペテルブルクの蜂蜜商品店のネットワークに提供された異なるブレンドのメドヴーハが飲まれていたりする。